# Nuoto ai XII Giochi panafricani
Le competizioni di nuoto ai XII Giochi panafricani si sono svolte dal 21 al 25 agosto 2019 alla Piscine Olympique del Complexe Sportif Mohammed V di Casablanca, in Marocco.

## Paesi partecipanti
- Algeria
- Angola
- Benin
- Botswana[2]
- Burkina Faso
- Burundi
- Rep. Centrafricana
- Rep. del Congo
- RD del Congo
- Gibuti
- Egitto
- Guinea Equatoriale
- Eritrea
- Etiopia
- Gabon
- Gambia
- Ghana[3]
- Guinea
- Kenya[4]
- Libia
- Malawi
- Mali
- Mauritius
- Marocco
- Mozambico
- Namibia[5]
- Niger
- Nigeria[6]
- Senegal
- Seychelles
- Sierra Leone
- Sudafrica[7]
- Togo
- Tunisia
- Uganda
- Zambia
- Zimbabwe

## Podi

### Uomini
| Evento | Oro | Tempo    | Argento | Tempo    | Bronzo | Tempo    |
| Stile libero | |          | |          | |          |
| 50 m (dettagli) | Ali Khalafalla                                                                                              | 22.17    | Oussama Sahnoune                                                                                            | 22.19    | Brad Tandy | 22.21    |
| 100 m (dettagli) | Oussama Sahnoune                                                                                            | 48.97    | Ali Khalafalla                                                                                              | 49.81    | Mohamed Samy | 49.85    |
| 200 m (dettagli) | Marwan Elkamash                                                                                             | 1:49.10  | Mohamed Agili                                                                                               | 1:49.22  | Yassin Elshamaa | 1:49.40  |
| 400 m (dettagli) | Mohamed Agili                                                                                               | 3:48.94  | Marwan Elkamash                                                                                             | 3:50.95  | Ahmed Akram | 3:51.81  |
| 800 m (dettagli) | Ahmed Akram                                                                                                 | 7:57.21  | Mohamed Agili                                                                                               | 7:57.87  | Marwan Elkamash | 8:06.90  |
| 1500 m (dettagli) | Ahmed Akram                                                                                                 | 15:19.49 | Mohamed Agili                                                                                               | 15:26.15 | Marwan El-Amrawy | 15:32.43 |
| Dorso | |          | |          | |          |
| 50 m (dettagli) | Mohamed Samy                                                                                                | 25.26    | Abdellah Ardjoune                                                                                           | 25.61    | Driss Lahrichi | 26.12    |
| 100 m (dettagli) | Abdellah Ardjoune                                                                                           | 55.02    | Mohamed Samy                                                                                                | 55.57    | Martin Binedell | 56.20    |
| 200 m (dettagli) | Martin Binedell                                                                                             | 1:59.03  | Abdellah Ardjoune                                                                                           | 2:00.38  | Yassin Elshamaa | 2:03.17  |
| Rana | |          | |          | |          |
| 50 m (dettagli) | Michael Houlie                                                                                              | 27.41    | Youssef El-Kamash                                                                                           | 27.52    | Wassim Elloumi | 28.27    |
| 100 m (dettagli) | Alaric Basson                                                                                               | 1:00.96  | Youssef El-Kamash                                                                                           | 1:01.52  | Michael Houlie | 1:01.55  |
| 200 m (dettagli) | Alaric Basson                                                                                               | 2:14.21  | Youssef El-Kamash                                                                                           | 2:14.83  | Adnan Beji | 2:15.73  |
| Farfalla | |          | |          | |          |
| 50 m (dettagli) | Abdelrahman Elaraby                                                                                         | 23.81    | Ali Khalafalla                                                                                              | 23.88    | Ryan Coetzee | 24.04    |
| 100 m (dettagli) | Ryan Coetzee                                                                                                | 53.70    | Alard Basson                                                                                                | 53.88    | Yusuf Tibazi | 53.89    |
| 200 m (dettagli) | Jaouad Syoud                                                                                                | 2:01.01  | Lounis Khendriche                                                                                           | 2:02.49  | Ahmed Salem | 2:03.79  |
| Misti | |          | |          | |          |
| 200 m (dettagli) | Jaouad Syoud                                                                                                | 2:02.49  | Yassin Elshamaa                                                                                             | 2:03.98  | Neil Fair | 2:04.15  |
| 400 m (dettagli) | Ramzi Chouchar                                                                                              | 4:23.53  | Ayrton Sweeney                                                                                              | 4:26.88  | Ahmed Salem | 4:28.35  |
| Staffette | |          | |          | |          |
| 4x100 m stile libero (dettagli) | Sudafrica Brad Tandy (51.05) Ryan Coetzee (50.61) Martin Binedell (50.12) Douglas Erasmus (49.85)           | 3:21.63  | Egitto Abdelrahman Elaraby (51.57) Marwan Elkamash (51.59) Ali Khalafalla (49.27) Mohamed Samy (49.40)      | 3:21.83  | Marocco Souhail Hamouchane (52.11) Driss Lahrichi (51.44) Merwane El Merini (52.04) Samy Boutouil (50.33)                       | 3:25.92  |
| 4x200 m stile libero (dettagli) | Egitto Marwan El-Amrawy (1:50.98) Ahmed Akram (1:50.98) Marwan Elkamash (1:53.02) Yassin Elshamaa (1:50.43) | 7:25.41  | Sudafrica Martin Binedell (1:51.87) Brent Szurdoki (1:50.79) Alard Basson (1:56.70) Alaric Basson (1:55.77) | 7:35.13  | Algeria Mohamed Anisse Djaballah (1:53.54) Lounis Khendriche (1:54.87) Ramzi Chouchar (1:55.28) Moncef Aymen Balamane (1:57.80) | 7:41.49  |
| 4x100 m misti (dettagli) | Sudafrica Martin Binedell (56.46) Alaric Basson (1:00.70) Ryan Coetzee (53.18) Douglas Erasmus (49.90)      | 3:40.24  | Egitto Mohamed Samy (56.84) Youssef El-Kamash (1:01.17) Khaled Morad (55.17) Ali Khalafalla (48.92)         | 3:42.10  | Algeria Abdellah Ardjoune (56.30) Moncef Aymen Balamane (1:02.38) Jaouad Syoud (54.01) Mehdi Nazim Benbara (50.78)              | 3:43.47  |
| record mondiale; record mondiale stagionale; record africano; record dei Giochi; record nazionale; record personale; record personale stagionale. | |          | |          | |          |

### Donne
| Evento | Oro | Tempo    | Argento                                                                                                | Tempo    | Bronzo | Tempo    |
| Stile libero | |          | |          | |          |
| 50 m (dettagli) | Erin Gallagher | 24.95    | Farida Osman                                                                                           | 25.06    | Emma Chelius                                                                                                 | 25.25    |
| 100 m (dettagli) | Erin Gallagher | 55.13    | Farida Osman                                                                                           | 55.62    | Emma Chelius                                                                                                 | 55.86    |
| 200 m (dettagli) | Hania Moro | 2:04.31  | Christin Mundell                                                                                       | 2:04.75  | Majda Chebaraka                                                                                              | 2:05.51  |
| 400 m (dettagli) | Hania Moro | 4:21.36  | Christin Mundell                                                                                       | 4:22.95  | Majda Chebaraka                                                                                              | 4:24.60  |
| 800 m (dettagli) | Hania Moro | 8:54.01  | Samantha Randle                                                                                        | 8:55.32  | Majda Chebaraka                                                                                              | 9:07.21  |
| 1500 m (dettagli) | Hania Moro | 17:06.71 | Samantha Randle                                                                                        | 17:11.07 | Carla Antonopoulos                                                                                           | 17:22.15 |
| Dorso | |          | |          | |          |
| 50 m (dettagli) | Erin Gallagher | 29.05    | Felicity Passon                                                                                        | 29.17    | Naomi Ruele                                                                                                  | 29.22    |
| 100 m (dettagli) | Felicity Passon | 1:02.42  | Naomi Ruele                                                                                            | 1:02.62  | Kerryn Herbst                                                                                                | 1:03.76  |
| 200 m (dettagli) | Felicity Passon | 2:14.55  | Samantha Randle                                                                                        | 2:15.55  | Robyn Lee | 2:22.50  |
| Rana | |          | |          | |          |
| 50 m (dettagli) | Kaylene Corbett | 32.20    | Christin Mundell                                                                                       | 32.70    | Tilka Paljk                                                                                                  | 32.92    |
| 100 m (dettagli) | Kaylene Corbett | 1:09.75  | Christin Mundell                                                                                       | 1:10.67  | Sarah Soliman                                                                                                | 1:13.36  |
| 200 m (dettagli) | Kaylene Corbett | 2:29.23  | Christin Mundell                                                                                       | 2:35.30  | Rawan Eldamaty                                                                                               | 2:39.22  |
| Farfalla | |          | |          | |          |
| 50 m (dettagli) | Farida Osman | 25.94    | Erin Gallagher                                                                                         | 26.24    | Emma Chelius                                                                                                 | 27.40    |
| 100 m (dettagli) | Farida Osman | 58.79    | Erin Gallagher                                                                                         | 59.34    | Felicity Passon                                                                                              | 1:00.61  |
| 200 m (dettagli) | Nour Elgendy | 2:18.21  | Hamida Rania Nefsi                                                                                     | 2:20.33  | Lia Lima | 2:21.51  |
| Misti | |          | |          | |          |
| 200 m (dettagli) | Jessica Whelan | 2:19.44  | Hamida Rania Nefsi                                                                                     | 2:20.57  | Christin Mundell                                                                                             | 2:21.70  |
| 400 m (dettagli) | Samantha Randle | 4:55.31  | Hamida Rania Nefsi                                                                                     | 4:58.55  | Jessica Whelan                                                                                               | 5:01.35  |
| Staffette | |          | |          | |          |
| 4x100 m stile libero (dettagli) | Sudafrica Erin Gallagher (55.42) Jessica Whelan (58.83) Kerryn Herbst (58.32) Emma Chelius (56.31)                  | 3:48.88  | Egitto Amina Elsebelgy (59.00) Yasmin Hassan (59.11) Hania Moro (58.97) Farida Osman (56.45)           | 3:53.53  | Algeria Amel Melih (57.07) Hamida Rania Nefsi (59.63) Sara El Tahawi (1:02.02) Majda Chebaraka (59.56)       | 3:58.28  |
| 4x200 m stile libero (dettagli) | Sudafrica Christin Mundell (2:05.98) Jessica Whelan (2:08.07) Carla Antonopoulos (2:09.67) Erin Gallagher (2:06.85) | 8:30.57  | Egitto Nour Elgendy (2:12.37) Logaine Abdellatif (2:10.35) Farida Samra (2:09.24) Hania Moro (2:08.33) | 8:40.29  | Algeria Majda Chebaraka (2:08.34) Amel Melih (2:07.99) Sara El Tahawi (2:16.42) Hamida Rania Nefsi (2:10.00) | 8:42.75  |
| 4x100 m misti (dettagli) | Sudafrica Kerryn Herbst (1:04.40) Kaylene Corbett (1:10.88) Erin Gallagher (1:00.27) Emma Chelius (56.87)           | 4:12.42  | Egitto Rola Hussein (1:05.96) Sarah Soliman (1:13.53) Farida Osman (1:00.94) Hania Moro (59.64)        | 4:20.07  | Kenya Sylvia Brunlehner (1:06.94) Rebecca Kamau (1:13.87) Emily Muteti (1:02.80) Maria Brunlehner (58.11)    | 4:21.72  |
| record mondiale; record mondiale stagionale; record africano; record dei Giochi; record nazionale; record personale; record personale stagionale. | |          | |          | |          |

### Misti
| Evento | Oro | Tempo   | Argento | Tempo   | Bronzo | Tempo   |
| 4x100 m stile libero (dettagli) | Sudafrica Douglas Erasmus (50.42) Ryan Coetzee (49.74) Emma Chelius (55.87) Erin Gallagher (55.21) Carla Antonopoulos Brad Tandy Kerryn Herbst            | 3:31.24 | Egitto Mohamed Samy (49.86) Ali Khalafalla (49.75) Amina Elsebelgy (58.27) Farida Osman (56.43) Abdelrahman Elaraby Amina Elsebelgy Ahmed Salem Farida Samra | 3:34.31 | Algeria Mehdi Nazim Benbara (51.69) Jaouad Syoud (50.39) Amel Melih (58.02) Majda Chebaraka (59.72) Moncef Aymen Balamane Ramzi Chouchar Hamida Rania Nefsi | 3:39.82 |
| 4x100 m misti (dettagli) | Sudafrica Martin Binedell (55.43) Michael Houlie (59.96) Erin Gallagher (58.98) Emma Chelius (56.39) Neil Fair Kaylene Corbett Alard Basson Kerryn Herbst | 3:50.76 | Egitto Mohamed Samy (55.28) Youssef El-Kamash (1:00.83) Farida Osman (59.09) Amina Elsebelgy (58.73) Rola Hussein Mohamed Eissawy Ali Khalafalla             | 3:53.93 | Marocco Driss Lahrichi (56.55) Hiba Laknit (1:16.02) Yusuf Tibazi (55.59) Noura Mana (1:00.12) Adil Assouab Samy Boutouil                                   | 4:08.28 |
| record mondiale; record mondiale stagionale; record africano; record dei Giochi; record nazionale; record personale; record personale stagionale. | |         | |         | |         |

## Medagliere
La nazione ospitante è evidenziata
| Posiz. | Nazione    | Oro | Argento | Bronzo | Totale |
| ------ | ---------- | --- | ------- | ------ | ------ |
| 1      | Sudafrica  | 20  | 13      | 12     | 45     |
| 2      | Egitto     | 14  | 17      | 10     | 41     |
| 3      | Algeria    | 5   | 7       | 9      | 21     |
| 4      | Seychelles | 2   | 1       | 1      | 4      |
| 5      | Tunisia    | 1   | 3       | 2      | 6      |
| 6      | Botswana   | 0   | 1       | 1      | 2      |
| 7      | Marocco    | 0   | 0       | 4      | 4      |
| 8      | Angola     | 0   | 0       | 1      | 1      |
| 8      | Zambia     | 0   | 0       | 1      | 1      |
| 8      | Zimbabwe   | 0   | 0       | 1      | 1      |
| Totale | Totale     | 42  | 42      | 42     | 126    |